# ISCII
L’IS 13194:91, ou Indian Standard Code for Information Interchange (ISCII), en français Code indien normalisé pour l’échange d’information, est un codage de caractères permettant de représenter plusieurs systèmes d’écriture alphasyllabaires d’Inde et une translittération latine (suffisante pour l’anglais basique), publiée en 1991.
Les écritures couvertes sont le bengalî (dont l’assamais), le dévanâgarî, le goudjarâtî, le gourmoukhî, le kannada (ou kannara), le malayalam, l’odia (or oriya), le tamoul et le télougou. Les langues utilisant l’écriture arabe ne sont pas couvertes par l’ISCII. Le codage est basé sur le jeu sur 7 bits ISO/CEI 646 dans sa version américaine (ASCII), complété par une page de code haute, sélectionnable selon l’écriture désirée par des séquences de contrôle ou d’échappement, le codage ISCII utilisant un ensemble de codets sur 8 bits dont l'interprétation est contextuelle : hors du jeu ASCII de base, les autres caractères peuvent être codés selon l’état sur un ou plusieurs codets.
Le codage ISCII proposait également un mécanisme de mise en forme du style basé également sur des séquences de contrôle qui étendent la fonction de changement d'écriture aux fonctions classiques de mise en forme (gras, italique, soulignement, détourage, ombrage, inversion vidéo) et de changement de taille (sur les terminaux avec des polices à chasse fixe, en permettant de représenter des demi-caractères ou quarts de caractères, codés de façon répétée en juxtaposition horizontale ou verticale pour représenter le caractère agrandi complet). La mise en œuvre de cette possibilité est cependant restée rare (limitée à quelques logiciels émulateurs de terminaux le plus souvent expérimentaux rarement maintenus), car insuffisante pour une bonne typographie et lisibilité du texte avec des polices à chasse fixe ; elle n'est pas utilisée pour la production de documents de qualité (les logiciels de mise en page n'en ont pas besoin et utilisent des mécanismes génériques plus pratiques pour la mise en forme), et très peu pratique pour la saisie de textes simples ou de bases de données textuelles réutilisables.
Aujourd’hui le jeu de caractère universel basé sur les normes ISO/CEI 10646 et Unicode (et encodé dans une de leurs formes normalisées) ont largement supplanté l'ISCII, d'autant plus que le jeu universel offre un support plus avancé et plus complet des différentes écritures, codées de façon simplifiée dans l’ISCII (qui ne peut pas encoder complètement toutes les langues transcrites dans les écritures supportées par l’ISCII) et de façon beaucoup moins contextuelle (ce qui facilite le traitement automatique du texte). Dans les différents blocs maintenant alloués dans le jeu universel pour chaque écriture dans Unicode 1.1, chaque table correspondait à une simple translation de la page haute de l’ISCII par une constante dépendante de l'écriture, les différentes séquences d'échappement et de contrôle contextuel n’étant plus nécessaire. Depuis, le jeu universel a été étendu à d'autres caractères plus rares des mêmes écritures mais non représentés dans l’ISCII. Enfin le jeu universel peut prendre en charge d’autres langues indiennes ou d’ailleurs dans le monde, ce qui permet la création de documents multilingues. Cependant les fonctions de contrôle de la mise en forme ne sont pas codées dans le jeu universel, la mise en forme du texte utilisant des langages de mise en forme (dont les feuilles de style) séparés du codage du texte lui-même.